# Halowe Mistrzostwa Świata w Łucznictwie 2001
6. Halowe Mistrzostwa Świata w Łucznictwie odbyły się w dniach 19 - 24 marca 2001 roku we Florencji we Włoszech. Po raz pierwszy w zawodach wzięli udział także juniorzy.
Drugi raz z rzędu na podium stanęła Agata Bulwa, zdobywając tym razem srebrny medal.

## Reprezentacja Polski seniorów

### łuk klasyczny
- Agata Bulwa
- Bartosz Mikoś
- Justyna Mospinek
- Arkadiusz Ponikowski
- Jacek Proć
- Barbara Węgrzynowska

### łuk bloczkowy
- Andrzej Jaroszyński
- Robert Kret
- Tomasz Pomorski

## Reprezentacja Polski juniorów

### łuk klasyczny
- Rafał Dobrowolski
- Joanna Janus
- Klaudia Kruczek
- Wioletta Myszor
- Bolesław Samodulski
- Maciej Szymański

### łuk bloczkowy
- Łukasz Lach

## Medaliści

### Seniorzy

#### Strzelanie z łuku klasycznego
| Konkurencja:           | Złoto:                                                                | Srebro:                                                              | Brąz:                                                            |
| indywidualnie kobiet   | Natalia Valeeva                                                       | Agata Bulwa                                                          | Natalija Burdejna                                                |
| indywidualnie mężczyzn | Michele Frangilli                                                     | Butch Johnson                                                        | Özdemir Akbal                                                    |
| drużynowo kobiet       | Rosja · Anna Poutsewa · Margarita Galinowskaja · Swietłana Moissejewa | Stany Zjednoczone · Kathleen Loesch · Karen Scavotto · Leah Clawson  | Ukraina · Tetiana Bereżna · Natalija Burdejna · Kateryna Palecha |
| drużynowo mężczyzn     | Stany Zjednoczone · Butch Johnson · Joseph McGlyn · Vic Wunderle      | Rosja · Balżinima Cyrempiłow · Giennadij Mitrofanow · Alan Balikojew | Włochy · Michele Frangilli · Ilario Di Buò · Mario Casavecchia   |

#### Strzelanie z łuku bloczkowego
| Konkurencja:           | Złoto:                                                          | Srebro:                                                        | Brąz:                                                    |
| indywidualnie kobiet   | Mary Zorn                                                       | Fatima Agudo                                                   | Andrea Cizmek                                            |
| indywidualnie mężczyzn | Morgan Lundin                                                   | Antonio Tosco                                                  | Dave Cousins                                             |
| drużynowo kobiet       | Stany Zjednoczone · Mary Zorn · Michele Ragsdale · Ashley Kamuf | Francja · Valérie Fabre · Cathérine Pellen · Cathérine Debourg | Holandia · Irma Luyting · Marjon Pigney · Olga Zandvliet |
| drużynowo mężczyzn     | Włochy · Antonio Tosco · Fabio Zaetta · Mario Ruele             | Stany Zjednoczone · James Butts · Dave Cousins · Gary Studt    | Szwecja · Morgan Lundin · Anders Malm · Dan Sodersten    |

### Juniorzy

#### Strzelanie z łuku klasycznego
| Konkurencja:           | Złoto:                                                           | Srebro:                                                         | Brąz:                                                         |
| indywidualnie kobiet   | Kateryna Serdiuk                                                 | Elena Maffioli                                                  | Monika Berg                                                   |
| indywidualnie mężczyzn | Marco Galiazzo                                                   | Damien Pigeaud                                                  | Javier Cabildo                                                |
| drużynowo kobiet       | Ukraina · Kateryna Serdiuk · Tetjana Dorochowa · Kristine Esebua | Stany Zjednoczone · Amy Green · Roxanne Reimann · Kristi Nelson | Włochy · Elena Maffioli · Darinka De Lucia · Silvia Matteucci |
| drużynowo mężczyzn     | Ukraina · Ołeksandr Drutsul · Mykoła Władow · Dmitro Sidoruk     | Francja · Germain Beauge · Damien Pigeaud · Pierre-Yves Pengam  | Rosja · Ilia Sidorin · Anton Reznikow · Jewgienij Smirnow     |

#### Strzelanie z łuku bloczkowego
| Konkurencja:           | Złoto:                                                              | Srebro:                                                          | Brąz:                                                          |
| indywidualnie kobiet   | Marleigh Bogumil                                                    | Camilla Soemod                                                   | Jessica Grant                                                  |
| indywidualnie mężczyzn | Robert Karlsson                                                     | Mikael Heijel                                                    | Arturo Torrijos                                                |
| drużynowo kobiet       | Stany Zjednoczone · Marleigh Bogumil · Amber Dawson · Jessica Grant | Włochy · Katiuscia Fubiani · Chirstian Borghesi · Marika Alescio |                                                                |
| drużynowo mężczyzn     | Stany Zjednoczone · Ross Pulliam · Ariel Heller · Chris Glass       | Szwecja · Robert Karlsson · Mikael Heijel · Ponthus Gothman      | Włochy · Daniele Rossi · Raffaele De Lucia · Davide Gentilucci |

## Klasyfikacja medalowa

### Seniorzy
| Lp. | Państwo           | Złoto | Srebro | Brąz | Razem |
| 1.  | Stany Zjednoczone | 3     | 3      | 1    | 7     |
| 2.  | Włochy            | 3     | 1      | 1    | 5     |
| 3.  | Rosja             | 1     | 1      | 0    | 2     |
| 4.  | Szwecja           | 1     | 0      | 1    | 2     |
| 5.  | Francja           | 0     | 1      | 0    | 1     |
| 5.  | Hiszpania         | 0     | 1      | 0    | 1     |
| 5.  | Polska            | 0     | 1      | 0    | 1     |
| 8.  | Ukraina           | 0     | 0      | 2    | 2     |
| 9.  | Chorwacja         | 0     | 0      | 1    | 1     |
| 9.  | Holandia          | 0     | 0      | 1    | 1     |
| 9.  | Turcja            | 0     | 0      | 1    | 1     |

### Juniorzy
| Lp. | Państwo           | Złoto | Srebro | Brąz | Razem |
| 1.  | Stany Zjednoczone | 3     | 1      | 1    | 5     |
| 2.  | Ukraina           | 3     | 0      | 0    | 3     |
| 3.  | Włochy            | 1     | 2      | 2    | 5     |
| 4.  | Szwecja           | 1     | 2      | 0    | 3     |
| 5.  | Francja           | 0     | 2      | 0    | 2     |
| 6.  | Dania             | 0     | 1      | 0    | 1     |
| 7.  | Hiszpania         | 0     | 0      | 2    | 2     |
| 8.  | Niemcy            | 0     | 0      | 1    | 1     |
| 8.  | Rosja             | 0     | 0      | 1    | 1     |